# MSX-AUDIO
MSX-AUDIO는 파나소닉, 도시바, 필립스에서 발매한 MSX 음악 카트리지로 MSX-MUSIC과는 호환성이 없다.
야마하 Y8950 사용하여 9채널 FM음이나 6채널 FM음+5리듬의 사운드와 1채널의 8비트 ADPCM(Adaptive Differential Pulse Code Modulation)으로 16KHz 샘플링이 가능하고 32kb의 샘플데이터 RAM을 가지고 있다(256kb까지 확장 가능）
카트리지에 내장된 MSX-AUDIO BASIC으로 MSX-AUDIO를 제어하는 새로운 BASIC 명령어를 포함하고 있으나 비싼 가격과 지원 소프트웨어가 적어 널리 사용되지는 않았다.

## MSX-AUDIO 카트리지
- 파나소닉 FS-CA1 (일본)
  - 카트리지에 스테레오 단자와 내장 프로그램 ON/OFF 스위치가 있다.
  - 스위치 OFF일 경우 CALL AUDIO 명령어로 MSX-AUDIO BASIC을 이용할 수 있다. 확장 BASIC은 ADPCM과 미디키보드 제어 명령어도 가지고 있다.
  - CALL SYNTHE 명령어로 내장 프로그램을 실행할 수 있지만 CALL AUDIO사용했다면 불가능하다.
- PHILIPS NMS-1205 (네덜란드)
  - 기본으로 내장 프로그램이 실행되지만 시작시 ESC키를 누르는 것으로 해제할 수 있다.
  - BASIC에서 CALL MUSICBOX로 내장 프로그램의 실행할 수 있다.
- 토시바 HX-MU900 (일본)
  - 기본으로 내장 프로그램이 실행되지만 시작시 ESC키를 누르는 것으로 해제할 수 있다-
  - CALL SYN 명령어로 내장 프로그램을 실행할 수 있지만 CALL AUDIO사용했다면 불가능하다.

## MSX-AUDIO 소프트웨어
- Family Stadium (MSX2)
- Labyrinth (MSX2)
- Xevious - Fardraut Saga (MSX2)